# ایندرا (فیلم ۲۰۰۸)
«ایندرا» (انگلیسی: Indra) یک فیلم اکشن محصول کشور هند است که در سال ۲۰۰۸ منتشر شد.